# دختشا
دختشا هي قرية في مقاطعة بخارى في ولاية بخارى في أوزبكستان.